# Нацуме Сосекі
Сосе́кі Нацуме́  (яп. 夏目漱石, なつめ そうせき 9 лютого 1867 — 9 грудня 1916) — японський письменник періоду Мейдзі. Поет, художник, літературний критик, дослідник англійської літератури. Журналіст газети «Асахі сімбун». Представник течії натуралізму в новій японській літературі. Вивчав природу людської «самотності» й «егоїзму». Автор антиегоїстичної концепції пізнання природи речей через відмову від свого «я». Справжнє ім'я — Сіоба́ра Кінно́суке (塩原金之助). Основні твори «Ваш покірний слуга кіт», «Хлопчак», «Серце», «Сансіро», «Ворота», «Після того» та інші.
"Ваш покірний слуга кіт"  є одним з найвідоміших романів засновника сучасної японської літератури та, мабуть, перша з головних праць японської сатирико-фантастичної літератури нового часу. Книга була написана на рубежі 19 і 20 століть; її головним героєм є кіт.

## Хронологія
- 1867 р. — Сосекі Нацуме (справжнє ім'я — Кінноске, Сосекі — літературний псевдонім) народився в Токіо (Едо).
- 1890 р. — вступає до Імператорського університету на факультет англійської літератури.
- 1894 р. — одружується з дочкою начальника Секретаріату Верхньої Палати.
- 1896 р. — починає викладати у П'ятому Національному коледжі в Кумамото.
- 1900 р. — Сосекі відсилають до Великої Британії як державного вченого-дослідника.
- 1903 р. — Нацуме Сосекі повертається до Японії і в квітні замінює Лафкадіо Херна на посаді лектора літературної теорії і критики в Першій Вищій школі Токійського університету. В цей період він надсилає хайку, ренку («нанизані строфи»), хайтаісі (схоже на ренку, але з певним набором тем) і сясейбун (літературні нариси) до періодичного видання поезії «Хототоґісу» («Зозуля»), започатковане Масаока Сікі (1867–1902) і пізніше очолене Такахама Кійосі (1874–1959). Реформатор хайку Масаока Сікі — наставник Нацуме Сосекі у цьому мистецтві.

Романтичний період (до 1906)
- 1905 р. — виходить перша частина роману «Ваґахай ва неко де ару» («Ваш покірний слуга — кіт») в журналі "Хототоґісу.
- 1906 р. — виходить «Боттян» («Хлопчак»), «Кусамакура» («В дорозі») і «Ніхяку то: ка» («Двісті десятий день»), а також сім коротких новел — «Йокусю».

Середній період (1906 −1912)
- 1907 р. — в щотижневику «Асахі» друкується згадана вище трилогія, а також «Ґубідзінсо» («Мак»)
- 1908 р. — виходить роман «Сансіро» (власне ім'я) і «Ко: фу» («Шахтар»)
- 1909 р. — виходять романи «Сорекара» («Потім») і «Мон» («Ворота»)

Пізній період (реалістичний) (1912–1916)
- 1913 р. — пишеться повість «Кодзін» («Подорожній»),
- 1914 р. — «Кокоро» («Серце»)
- 1915 р. — «Мітікуса» («Трава при дорозі»)
- 1916 р. — «Мейан» («Світло і темрява»)
- 1916 р. — Нацуме Сосекі помирає від виразки шлунку.

## Родина
|               |               |               |               |                 |                 |                 |                 |                 |                 |                |                |                 |                 |                 |                 |                 |                 |              |              |                   |                   |                   |                   |                   |                   |               |               |                 |                 |                 |                 |                 |                 |  |  |                 |                 |                 |                 |                 |                 |  |  |                        |                        |                        |                        |                        |                        |  |  |
|               |               |               |               |                 |                 |                 |                 |                 |                 |                |                |                 |                 |                 |                 |                 |                 |              |              |                   |                   |                   |                   |                   |                   |               |               |                 |                 |                 |                 |                 |                 |  |  |                 |                 |                 |                 |                 |                 |  |  |                        |                        |                        |                        |                        |                        |  |  |
| （鏡子の 妹） | （鏡子の 妹） | （鏡子の 妹） | （鏡子の 妹） | （鏡子の 妹）   | （鏡子の 妹）   |                 |                 | Судзукі Тейдзі  | Судзукі Тейдзі  | Судзукі Тейдзі | Судзукі Тейдзі | Судзукі Тейдзі  | Судзукі Тейдзі  |                 |                 | Нацуме Кьоко    | Нацуме Кьоко    | Нацуме Кьоко | Нацуме Кьоко | Нацуме Кьоко      | Нацуме Кьоко      |                   |                   | Нацуме Сосекі     | Нацуме Сосекі     | Нацуме Сосекі | Нацуме Сосекі | Нацуме Сосекі   | Нацуме Сосекі   |                 |                 |                 |                 |  |  |                 |                 |                 |                 |                 |                 |  |  |                        |                        |                        |                        |                        |                        |  |  |
| （鏡子の 妹） | （鏡子の 妹） | （鏡子の 妹） | （鏡子の 妹） | （鏡子の 妹）   | （鏡子の 妹）   |                 |                 | Судзукі Тейдзі  | Судзукі Тейдзі  | Судзукі Тейдзі | Судзукі Тейдзі | Судзукі Тейдзі  | Судзукі Тейдзі  |                 |                 | Нацуме Кьоко    | Нацуме Кьоко    | Нацуме Кьоко | Нацуме Кьоко | Нацуме Кьоко      | Нацуме Кьоко      |                   |                   | Нацуме Сосекі     | Нацуме Сосекі     | Нацуме Сосекі | Нацуме Сосекі | Нацуме Сосекі   | Нацуме Сосекі   |                 |                 |                 |                 |  |  |                 |                 |                 |                 |                 |                 |  |  |                        |                        |                        |                        |                        |                        |  |  |
|               |               |               |               |                 |                 |                 |                 |                 |                 |                |                |                 |                 |                 |                 |                 |                 |              |              |                   |                   |                   |                   |                   |                   |               |               |                 |                 |                 |                 |                 |                 |  |  |                 |                 |                 |                 |                 |                 |  |  |                        |                        |                        |                        |                        |                        |  |  |
|               |               |               |               |                 |                 |                 |                 |                 |                 |                |                |                 |                 |                 |                 |                 |                 |              |              |                   |                   |                   |                   |                   |                   |               |               |                 |                 |                 |                 |                 |                 |  |  |                 |                 |                 |                 |                 |                 |  |  |                        |                        |                        |                        |                        |                        |  |  |
|               |               |               |               | Нацуме Сінроку  | Нацуме Сінроку  | Нацуме Сінроку  | Нацуме Сінроку  | Нацуме Сінроку  | Нацуме Сінроку  |                |                |                 |                 |                 |                 |                 |                 |              |              | Нацуме Дзюніті    | Нацуме Дзюніті    | Нацуме Дзюніті    | Нацуме Дзюніті    | Нацуме Дзюніті    | Нацуме Дзюніті    |               |               | （漱石の 長女） | （漱石の 長女） | （漱石の 長女） | （漱石の 長女） | （漱石の 長女） | （漱石の 長女） |  |  | Мацуока Юдзуру  | Мацуока Юдзуру  | Мацуока Юдзуру  | Мацуока Юдзуру  | Мацуока Юдзуру  | Мацуока Юдзуру  |  |  |                        |                        |                        |                        |                        |                        |  |  |
|               |               |               |               | Нацуме Сінроку  | Нацуме Сінроку  | Нацуме Сінроку  | Нацуме Сінроку  | Нацуме Сінроку  | Нацуме Сінроку  |                |                |                 |                 |                 |                 |                 |                 |              |              | Нацуме Дзюніті    | Нацуме Дзюніті    | Нацуме Дзюніті    | Нацуме Дзюніті    | Нацуме Дзюніті    | Нацуме Дзюніті    |               |               | （漱石の 長女） | （漱石の 長女） | （漱石の 長女） | （漱石の 長女） | （漱石の 長女） | （漱石の 長女） |  |  | Мацуока Юдзуру  | Мацуока Юдзуру  | Мацуока Юдзуру  | Мацуока Юдзуру  | Мацуока Юдзуру  | Мацуока Юдзуру  |  |  |                        |                        |                        |                        |                        |                        |  |  |
|               |               |               |               |                 |                 |                 |                 |                 |                 |                |                |                 |                 |                 |                 |                 |                 |              |              |                   |                   |                   |                   |                   |                   |               |               |                 |                 |                 |                 |                 |                 |  |  |                 |                 |                 |                 |                 |                 |  |  |                        |                        |                        |                        |                        |                        |  |  |
|               |               |               |               |                 |                 |                 |                 |                 |                 |                |                |                 |                 |                 |                 |                 |                 |              |              |                   |                   |                   |                   |                   |                   |               |               |                 |                 |                 |                 |                 |                 |  |  |                 |                 |                 |                 |                 |                 |  |  |                        |                        |                        |                        |                        |                        |  |  |
|               |               |               |               | （伸六の 長女） | （伸六の 長女） | （伸六の 長女） | （伸六の 長女） | （伸六の 長女） | （伸六の 長女） |                |                | （純一の 長女） | （純一の 長女） | （純一の 長女） | （純一の 長女） | （純一の 長女） | （純一の 長女） |              |              | Нацуме Фусаносуке | Нацуме Фусаносуке | Нацуме Фусаносуке | Нацуме Фусаносуке | Нацуме Фусаносуке | Нацуме Фусаносуке |               |               | Хандо Маріко    | Хандо Маріко    | Хандо Маріко    | Хандо Маріко    | Хандо Маріко    | Хандо Маріко    |  |  | Хандо Кадзутосі | Хандо Кадзутосі | Хандо Кадзутосі | Хандо Кадзутосі | Хандо Кадзутосі | Хандо Кадзутосі |  |  | Мацуока Йоко Мак Клейн | Мацуока Йоко Мак Клейн | Мацуока Йоко Мак Клейн | Мацуока Йоко Мак Клейн | Мацуока Йоко Мак Клейн | Мацуока Йоко Мак Клейн |  |  |
|               |               |               |               | （伸六の 長女） | （伸六の 長女） | （伸六の 長女） | （伸六の 長女） | （伸六の 長女） | （伸六の 長女） |                |                | （純一の 長女） | （純一の 長女） | （純一の 長女） | （純一の 長女） | （純一の 長女） | （純一の 長女） |              |              | Нацуме Фусаносуке | Нацуме Фусаносуке | Нацуме Фусаносуке | Нацуме Фусаносуке | Нацуме Фусаносуке | Нацуме Фусаносуке |               |               | Хандо Маріко    | Хандо Маріко    | Хандо Маріко    | Хандо Маріко    | Хандо Маріко    | Хандо Маріко    |  |  | Хандо Кадзутосі | Хандо Кадзутосі | Хандо Кадзутосі | Хандо Кадзутосі | Хандо Кадзутосі | Хандо Кадзутосі |  |  | Мацуока Йоко Мак Клейн | Мацуока Йоко Мак Клейн | Мацуока Йоко Мак Клейн | Мацуока Йоко Мак Клейн | Мацуока Йоко Мак Клейн | Мацуока Йоко Мак Клейн |  |  |
|               |               |               |               |                 |                 |                 |                 |                 |                 |                |                |                 |                 |                 |                 |                 |                 |              |              |                   |                   |                   |                   |                   |                   |               |               |                 |                 |                 |                 |                 |                 |  |  |                 |                 |                 |                 |                 |                 |  |  |                        |                        |                        |                        |                        |                        |  |  |
|               |               |               |               | Нацуме Кадзуто  | Нацуме Кадзуто  | Нацуме Кадзуто  | Нацуме Кадзуто  | Нацуме Кадзуто  | Нацуме Кадзуто  |                |                | Емі             | Емі             | Емі             | Емі             | Емі             | Емі             |              |              |                   |                   |                   |                   |                   |                   |               |               |                 |                 |                 |                 |                 |                 |  |  |                 |                 |                 |                 |                 |                 |  |  |                        |                        |                        |                        |                        |                        |  |  |

## Українські переклади
- Ваш покірний слуга кіт ; пер. з япон. Іван Дзюб. — К. : Дніпро, 1973. — (Зарубіжна сатира і гумор. Вип. 5).
- Роман «Кокоро» на українську мову переклав Мирон Федоришин. Переклад поміщено у журналі «Всесвіт»[4]. Видано: Львів. ЛА "Піраміда", 2020, проєкт "Приватна колекція"
- Десять ночей снів; пер. з япон. М.Дімерлі, Г.Костенко. — Харків: Фоліо, 2017. ISBN 978-966-03-8061-5
- Потім; пер. з япон. Іван Дзюб. — Харків: Фоліо, 2024. ISBN 978-617-8493-04-2
- Сансіро; пер. з япон. Іван Дзюб. — Харків: Фоліо, 2025. ISBN 978-617-8493-06-6

## Вшанування
- 4039 Сосекі — на честь письменника названо астероїд;
- Південно-корейський виробник чорнила Wearingeul випустив набір чорнила, присвяченого Нацуме Сосекі. Набір складається з чотирьох кольорів: I am a Cat («Ваш покірний слуга кіт»), Wayfarer («Подорожній»), Mind («Серце») та Sanshiro («Сансіро»)[5]